# 미소라
미소라(본명: 김지희, 1980년 1월 19일 ~ )은 대한민국의 가수이다. 안타깝게 SBS에 나오지 못했다.

## 학력
- 원광보건대학교 유아교육학과 졸업

## 경력
- 2010년 TJB 대전방송 ~ KBC 광주방송(SBS 네트워크 가맹) 전국 TOP10 가요쇼 VJ
- iTV인천경인방송 리포터

## 데뷔
- 2010년 싱글 앨범 '사랑할래요'

## 음반
- 2013년 속 없는 남자
- 2012년 아가야
- 2011년 남자는 그래
- 2011년 쏜다
- 2010년 사랑할래요